# 제2차 세계 대전의 저항운동

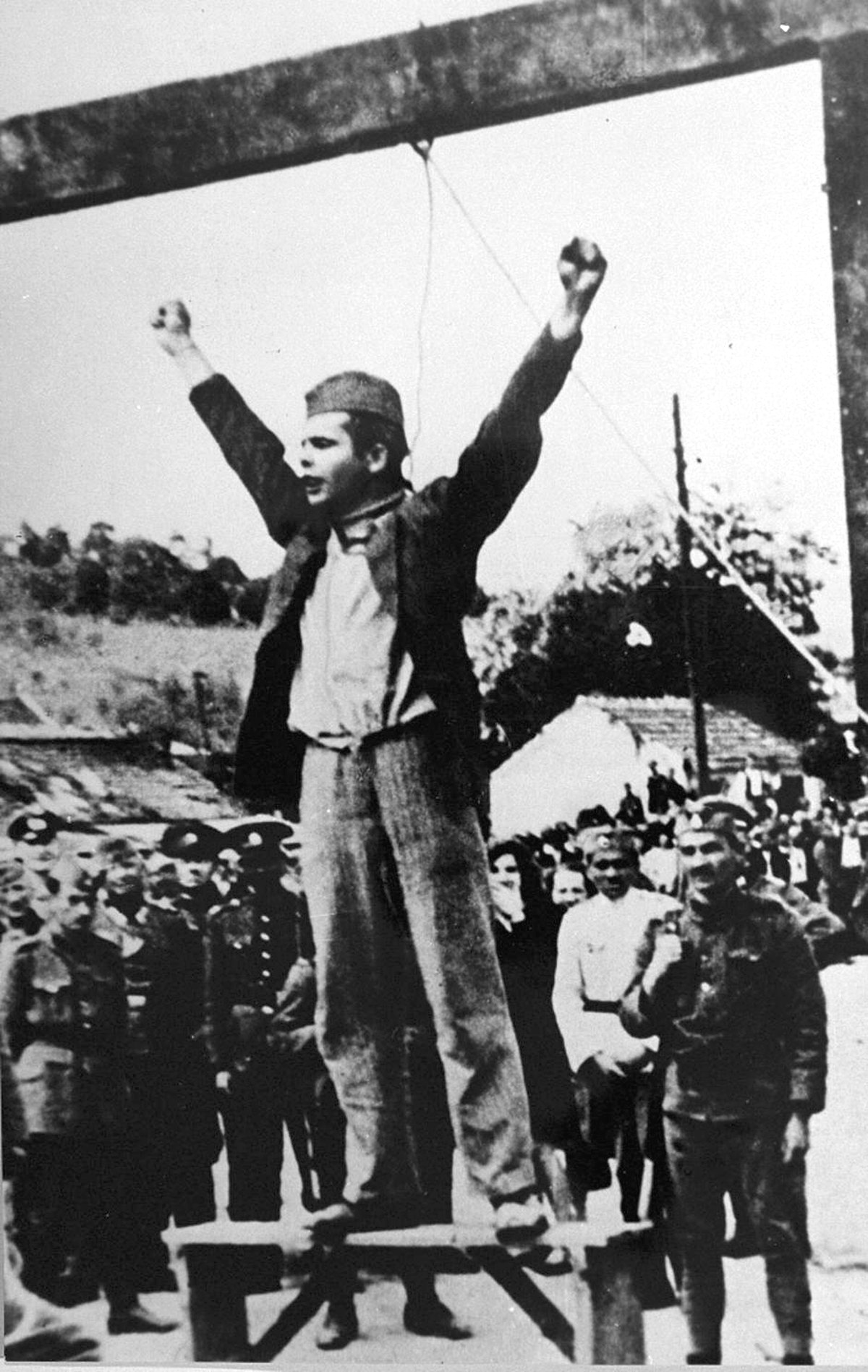
교수형 당하기 직전 “파시스트에게 죽음을!”을 외치는 유고슬라비아 파르티잔 대원 스톄판 빌리보비치,

제2차 세계 대전의 저항운동(resistance movements during World War II)은 타국에 점령당한 모든 국가들에게서 다양한 방식으로 행해졌다. 점령자에 대한 비협조, 역정보부터 추락한 비행사를 숨겨주거나 하는 경우도 있었고, 가장 과격한 경우에는 민병을 조직해 영토의 탈환을 시도하기도 했다. 많은 나라에서 이 시기의 저항운동을 소위 지하조직(The Underground)이라고 불렀다.
제 2차 세계대전 시기 저항운동 중 가장 유명한 것은 폴란드의 저항운동으로, 국내군, 레스니, 폴란드 지하국가, 소비에트 게릴라 등 다양한 조직과 정파가 활동했다. 피점령국에서뿐 아니라 추축국 본토에서도 저항운동이 일어났다. 독일에는 비더슈탄트가 있었고 이탈리아에서는 레시스텐자가 있었다. 그 외에도 프랑스의 레지스탕스, 유고슬라비아의 파르티잔, 네덜란드의 페르제트 등이 유명하다.
영국은 추축국에게 점령당하지 않았지만 점령시를 대비해서 매우 세심한 저항운동 준비서를 작성했다. 이 조직은 비밀정보국(SIS, 또는 MI6)에서 주도했으며 오늘날에는 "제7과(Section VII)"라고 불린다.
한편, 모든 저항운동이 추축국에 대해서 일어난 것만은 아니다. 이탈리아령 동아프리카에 주둔한 이탈리아군이 동아프리카 전역으로 흩어지자 잔류한 이탈리아인들이 영국에 맞서 유격전을 하며 싸웠다. 독일의 나치도 연합국 점령지역에서 유격전을 일으키는 베어볼프 작전을 구상했다. 